# Melanagromyza crotalariae
Melanagromyza crotalariae är en tvåvingeart som beskrevs av Erich Martin Hering 1957. Melanagromyza crotalariae ingår i släktet Melanagromyza och familjen minerarflugor. Inga underarter finns listade i Catalogue of Life.